# Vouzailles
Vouzailles är en kommun i departementet Vienne i regionen Nouvelle-Aquitaine i västra Frankrike. Kommunen ligger i kantonen Mirebeau som tillhör arrondissementet Poitiers. År 2022 hade Vouzailles 563 invånare.

## Befolkningsutveckling
Antalet invånare i kommunen Vouzailles
| Referens: INSEE |